# Tuxcacuesco
Tuxcacuesco är en kommun i Mexiko.   Den ligger i delstaten Jalisco, i den södra delen av landet, 500 km väster om huvudstaden Mexico City. Antalet invånare är 3 770. Arean är 257 kvadratkilometer.
Terrängen i Tuxcacuesco är kuperad åt nordost, men åt sydväst är den bergig.
Följande samhällen finns i Tuxcacuesco:
- Chachahuatlán
- El Camichín
- Zenzontla